# 超いきものまつり2016 地元でSHOW!!
超いきものまつり2016 地元でSHOW!!（ちょういきものまつり2016 じもとでショー）は、日本の音楽グループいきものがかりが、メジャーデビュー10周年を記念して、メンバーの地元である神奈川県海老名市の海老名運動公園（2016年8月27日、28日）、および同県厚木市の厚木市荻野運動公園（9月10日、11日）にて開催した野外コンサート。
2016年12月21日にはエピックレコードジャパンから本ライブの模様を収録した映像作品がDVD/BDで発売された（後述）。

## ライブ

### 概要
いきものがかりの単独ライブとしては、メジャーデビュー5周年時の2011年に『いきものまつり2011 どなたサマーも楽しみまSHOW!!! 〜横浜スタジアム〜』を開催して以来の野外公演となる。
なお、海老名運動公園での公演は「超いきものまつり2016 地元でSHOW!! 〜海老名でしょー!!!〜（以下「海老名公演」と記す）」、厚木市荻野運動公園での公演は「超いきものまつり2016 地元でSHOW!! 〜厚木でしょー!!!〜（以下「厚木公演」と記す）」と題して行われ、計4日間の公演で延べ10万人を動員した。海老名運動公園で大規模ライブが行われるのは今回が初となる。

### セットリスト
| 曲順       | 曲名                   |
| ---------- | ---------------------- |
| 1          | ありがとう             |
| 2          | 風が吹いている         |
| 3          | キミがいる             |
| 4          | ラストシーン           |
| 5          | 翼                     |
| 6          | 地球                   |
| 7          | 夏・コイ               |
| 8          | Good Morning           |
| 9          | YELL                   |
| 10         | 花は桜 君は美し        |
| 11         | ラブとピース！         |
| 12         | Sweet! Sweet! Music!   |
| 13         | 気まぐれロマンティック |
| 14         | じょいふる             |
| 15         | 笑ってたいんだ         |
| 16         | 帰りたくなったよ       |
| アンコール |                        |
| 1          | ぼくらのゆめ           |
| 2          | 夢題〜遠くへ〜         |
| 3          | SAKURA                 |

| 曲順       | 曲名                   |
| ---------- | ---------------------- |
| 1          | ありがとう             |
| 2          | 風が吹いている         |
| 3          | キミがいる             |
| 4          | ブルーバード           |
| 5          | ラストシーン           |
| 6          | 翼                     |
| 7          | 地球                   |
| 8          | Happy Smile Again      |
| 9          | うるわしきひと         |
| 10         | YELL                   |
| 11         | 花は桜 君は美し        |
| 12         | ラブとピース！         |
| 13         | Sweet! Sweet! Music!   |
| 14         | 気まぐれロマンティック |
| 15         | じょいふる             |
| 16         | 笑ってたいんだ         |
| 17         | 心の花を咲かせよう     |
| アンコール |                        |
| 1          | ぼくらのゆめ           |
| 2          | コイスルオトメ         |
| 3          | SAKURA                 |

| 曲順       | 曲名                   |
| ---------- | ---------------------- |
| 1          | ありがとう             |
| 2          | 風が吹いている         |
| 3          | キミがいる             |
| 4          | ブルーバード           |
| 5          | ラストシーン           |
| 6          | 翼                     |
| 7          | 地球                   |
| 8          | HANABI                 |
| 9          | ちこくしちゃうよ       |
| 10         | YELL                   |
| 11         | 花は桜 君は美し        |
| 12         | ラブとピース！         |
| 13         | Sweet! Sweet! Music!   |
| 14         | 気まぐれロマンティック |
| 15         | じょいふる             |
| 16         | 笑ってたいんだ         |
| 17         | 心の花を咲かせよう     |
| アンコール |                        |
| 1          | ぼくらのゆめ           |
| 2          | コイスルオトメ         |
| 3          | SAKURA                 |

| 曲順             | 曲名                   |
| ---------------- | ---------------------- |
| 1                | ありがとう             |
| 2                | 風が吹いている         |
| 3                | キミがいる             |
| 4                | ブルーバード           |
| 5                | ラストシーン           |
| 6                | 翼                     |
| 7                | 地球                   |
| 8                | 青春ライン             |
| 9                | からくり               |
| 10               | YELL                   |
| 11               | 花は桜 君は美し        |
| 12               | ラブとピース！         |
| 13               | Sweet! Sweet! Music!   |
| 14               | 気まぐれロマンティック |
| 15               | じょいふる             |
| 16               | 笑ってたいんだ         |
| 17               | 帰りたくなったよ       |
| アンコール       |                        |
| 1                | ぼくらのゆめ           |
| 2                | 夢題〜遠くへ〜         |
| 3                | SAKURA                 |
| ダブルアンコール |                        |
| 1                | ありがとう             |

### 参加ミュージシャン
- いきものがかり
  - 吉岡聖恵：ボーカル
  - 水野良樹：ギター・コーラス
  - 山下穂尊：ギター・ハーモニカ・コーラス
- 本間昭光：プロデューサー・アレンジ&キーボード
- 林部直樹：ギター
- 安達貴史：ベース
- 玉田豊夢：ドラムス
- 朝倉真司：パーカッション
- 足立賢明：マニピュレータ
- 真部裕ストリングス
  - 真部裕：1stヴァイオリン
  - 藤堂昌彦：2ndヴァイオリン（海老名公演のみ）
  - 城元絢花：2ndヴァイオリン（厚木公演のみ）
  - 二木美里：ヴィオラ
  - 結城貴弘：チェロ
- 竹上楽しみまホーンズ
  - 竹上良成：サックス
  - 佐久間勲：トランペット
  - 池田雅明：トロンボーン

### その他
- 海老名公演は、海老名市の市制施行45周年記念事業としてタイアップ企画が行われた[4]。
- ライブ開催日に、小田急小田原線新宿駅から会場へのアクセス駅となる海老名駅および本厚木駅まで、小田急30000形電車(EXE)を使用した特別列車「ロマンスカーで行くでしょー号」が運行された。また、8月19日から9月15日の期間で、小田急3000形電車を使用した「いきもの電車〜超いきものばかりミュージアム〜」が運行された[5]。

## 映像作品

### 概要
2016年12月21日に、海老名公演2日目の模様を収録したものを「超いきものまつり2016 地元でSHOW!! 〜海老名でしょー!!!〜」（以下「海老名版」と記す）、厚木公演の2日目の模様を収録したものを「超いきものまつり2016 地元でSHOW!! 〜厚木でしょー!!!〜」（以下「厚木版」と記す）と、別々のパッケージとしてリリースされた。また、特典映像として海老名公演の初日および厚木公演の初日のみに演奏された曲目も収録されている。

### 構成
海老名版、厚木版ともに「DVD初回生産限定盤」「DVD通常版」「BD初回生産限定盤」「BD通常版」の4種類がリリースされている。それぞれの構成は以下のとおり。
- 海老名版、厚木版共通
  - DVD初回生産限定盤
    - DVD2枚組とCD1枚（映像と同音源）
    - フォトブックレット
    - 三方背/デジパック仕様
    - いきものカード（海老名版は051、厚木版は052）

  - DVD通常版
    - DVD2枚組
    - 初回仕様のみいきものカード（海老名版は051、厚木版は052）

  - BD初回生産限定盤
    - BD1枚とCD1枚（映像と同音源）
    - フォトブックレット
    - 三方背/デジパック仕様
    - いきものカード（海老名版は051、厚木版は052）

  - BD通常版
    - BD1枚
    - 初回仕様のみいきものカード（海老名版は051、厚木版は052）

### 収録曲
太字となっているものは初回生産限定盤に付属するCDに収録されている楽曲。
| 海老名版 - ありがとう - 風が吹いている - キミがいる - ブルーバード - ラストシーン - 翼 - 地球 - Happy Smile Again - うるわしきひと - YELL - 花は桜 君は美し - ラブとピース！ - Sweet! Sweet! Music! - 気まぐれロマンティック - じょいふる - 笑ってたいんだ - 心の花を咲かせよう - ぼくらのゆめ - コイスルオトメ - SAKURA 特典映像 - 夏・コイ - Good Morning - YELL | 厚木版 - ありがとう - 風が吹いている - キミがいる - ブルーバード - ラストシーン - 翼 - 地球 - 青春ライン - からくり - YELL - 花は桜 君は美し - ラブとピース！ - Sweet! Sweet! Music! - 気まぐれロマンティック - じょいふる - 笑ってたいんだ - 帰りたくなったよ - ぼくらのゆめ - 夢題〜遠くへ〜 - SAKURA - ありがとう 特典映像 - HANABI - ちこくしちゃうよ - YELL |